# The Beatles and McLuhan: Understanding the Electric Age
The Beatles and McLuhan: Understanding the Electric Age és un llibre de l'estudiós i músic Thomas MacFarlane, publicat el 2012. Aquest llibre inclou en el seu repertori temes relacionats amb la història de la música, tecnologia de gravació, estudis de mitjans, comunicacions i cultura popular.

## Argument
The Beatles and McLuhan: Understanding the Electric Age consisteix en una anàlisi de MacFarlane sobre les idees de Marshall McLuhan envers la natura i els efectes de la tecnologia elèctrica i, de quina manera, aquesta última aplicada a l'art jugaria un paper clau en la millora de la música del grup britànic. Aquest llibre també ofereix tota una sèrie de metàfores culturals «incrustades en el mitjà de l'enregistrament multipista, situant aquestes dades per oferir conclusions impressionants sobre el procés creatiu de The Beatles a l'estudi de gravació i les seves implicacions culturals».

## Context
A partir del 1966, arran de la polèmica per les declaracions de John Lennon sobre la religió cristiana que va provocar respostes incendiàries als Estats Units on els Beatles van deixar de fer concerts. Aquest fet els va dur a passar més temps a l'estudi i, com a resultat, van experimentar un creixement i progressió musical notable, que va involucrar l'estudi i experimentació amb nous sons, instruments o gèneres musicals; així mateix, també es va donar un canvi pel que fa al plantejament d'un estil i una estètica pròpia, visibles tant en la seva indumentària com en la concepció revolucionària de la indústria musical que van projectar.
Aquests actes radicals en la seva música, van contribuir a la mentalitat i identitat de la cultura pop de la segona meitat del segle XX que s'estava construint.
En aquest àmbit, la música dels Beatles va establir una certa relació i aproximació amb les idees del teòric Marshall McLuhan sobre la transició a una cultura basada en l'allatonceness (all-at-once-ness): amb l'aparició de l'era digital, les barreres del llenguatge i el distanciament, que ens han separat i diferenciat històricament, han caigut, cosa que permet que tingui lloc un flux d'idees progressives a escala mundial i col·lectiva; prescindint, doncs, de tota noció de l'espai-temps. Tot i les tendències positives que pugui arribar a tenir aquesta comunitat global i simultània, McLuhan reflexiona sobre la mala praxi d'una societat infectada per la conformitat general.

Com va citar el filòsof:
El nostre és un nou món d'allatonceness. El "temps" ha cessat, l'"espai" ha desaparegut. Ara vivim en un poble global... un esdeveniment simultani... La nova interdependència electrònica recrea el món a la imatge d'un poble global.
The Beatles van treballar amb les tecnologies d'enregistrament com mai s'havia fet i van obrir-se a explorar l'espai acústic, precipitats per les necessitats i el ritme que marcaven els nous temps.